# Хонгконшки долар
Хонгконшки долар или 港元 је званична валута у Хонгконгу. Међународни код је HKD. Симбол за долар је HK$. Долар издаје Монетарна управа Хонгконга. У 2008. години инфлација је износила 1,9%.
У оптицају су новчанице од 10, 20, 50, 100, 500 и 1000 долара и кованице од 10, 20 и 50 центи као и кованице од 1, 2, 5 и 10 долара.